# Parti populaire Notre Slovaquie

Drapeau du Parti populaire « Notre Slovaquie ».

Le Parti populaire « Notre Slovaquie » (en slovaque : Ľudová strana Naše Slovensko, ĽSNS) est un parti politique slovaque d'extrême droite. Depuis novembre 2015, son nom officiel est Kotlebovci – Ľudová strana Naše Slovensko. Fondé en 2010, il se veut nationaliste, chrétien et social. Son leader est Marian Kotleba, président de la région de Banská Bystrica de 2013 à 2017.
Depuis 2015, il fait partie de l'Alliance pour la paix et la liberté.

## Histoire
Enregistré légalement depuis octobre 2000, sous le nom de Strana priateľov vína, puis rebaptisé en 2009 Ľudovú stranu sociálnej solidarity, avant d'être renommé en 2010 Kotleba – Ľudová strana Naše Slovensko sous l'influence de Marian Kotleba, le parti participe à sa première élection en 2010 pour les législatives slovaques.
Le précédent parti de Kotleba, Slovenská pospolitosť – Národná strana (cs), inspiré du Parti populaire slovaque pronazi durant la République slovaque, a été interdit en 2006, et remplacé par L'SNS.
En mai 2017, le parquet a demandé à la Cour suprême d’interdire ce parti, car il menacerait le système démocratique en Slovaquie. La Cour suprême se prononce le 29 avril 2019 contre cette interdiction.
Le parti porte le nom de son chef, Marian Kotleba.
En 2020, un des députés du parti a été réélu après avoir été condamné et déchu de sa fonction pour avoir affirmé que « les asociaux tziganes n’ont jamais rien fait pour la nation » et comparé les enfants issus de cette minorité « à des animaux dans un zoo ».

## Programme
Le parti est parfois décrit comme néonazi ou comme néofasciste. Il développe un discours antiaméricain, anti-israélien, anti-Rom et homophobe. Il se réclame des héros nationaux que seraient Ľudovít Štúr, Andrej Hlinka et Mgr Jozef Tiso.
Le parti veut un « État qui fonctionne », débarrassé de la corruption, des influences étrangères et du « pouvoir financier ». Il veut aussi que le pays quitte l'UE et l'OTAN, qui selon lui réduisent la « souveraineté de la Slovaquie ». Le parti dit aussi vouloir lutter activement contre les « extrémistes Roms » qui « volent, violent et tuent ». Le parti veut aussi moderniser et agrandir les effectifs de l'armée slovaque pour lutter contre les « hordes d'immigrés musulmans ».
D'un point de vue économique, le Parti populaire « Notre Slovaquie » prône la nationalisation des secteurs clés et défend le développement des énergies renouvelables. Les électeurs du parti évoquent souvent la corruption des partis traditionnels pour expliquer leur choix.

## Résultats électoraux

### Élections législatives
| Année | Voix    | %    | Sièges   | Rang | Gouvernement        |
| ----- | ------- | ---- | -------- | ---- | ------------------- |
| 2010  | 33 724  | 1,33 | 0 / 150  | 10e  | Extra-parlementaire |
| 2012  | 40 460  | 1,58 | 0 / 150  | 10e  | Extra-parlementaire |
| 2016  | 209 779 | 8,04 | 14 / 150 | 5e   | Opposition          |
| 2020  | 229 660 | 7,97 | 17 / 150 | 4e   | Opposition          |
| 2023  | 25 003  | 0,84 | 0 / 150  | 12e  | Extra-parlementaire |

### Élections présidentielles
| Année | Candidat       | 1er tour | 1er tour | 1er tour |
| Année | Candidat       | Voix     | %        | Rang     |
| ----- | -------------- | -------- | -------- | -------- |
| 2019  | Marian Kotleba | 222 935  | 10,39    | 4e       |

### Élections européennes
| Année | Voix    | %     | Rang | Sièges | Groupe |
| ----- | ------- | ----- | ---- | ------ | ------ |
| 2014  | 9 749   | 1,73  | 11e  | 0 / 13 |        |
| 2019  | 118 995 | 12,07 | 3e   | 2 / 14 | NI     |
| 2024  | 7 103   | 0,48  | 13e  | 0 / 15 |        |